# Aston Martin AMR21
Aston Martin AMR21 — гоночный автомобиль с открытыми колёсами в Формуле-1, был разработан и построен командой-конструктором Aston Martin для участия в чемпионате мира Формулы-1 сезона 2021 года. Болид оснащен двигателем Mercedes 2021 года спецификации, M12 E Performance с системой рекуперации энергии. В сезоне 2021 года болидами управляли немецкий пилот Себастьян Феттель и канадский пилот Лэнс Стролл, выступавший за команду Racing Point в прошлом сезоне. Оба пилота выступают в данной команде первый год.

## Первоначальный дизайн и разработка
Автомобиль представляет собой эволюцию модели Racing Point RP20, которая использовалась командой предшественников Aston Martin Racing Point во время чемпионата 2020. Болид 2021 года имеет темно-зелёную окраску с розовыми полосками.

## Презентация
Презентация была виртуальной и состоялось 03 марта 2021 года. Новая машина получила имя AMR21 (Aston Martin Racing’21) и традиционный британский гоночный зелёный цвет, вновь вернувшийся в Формулу-1. Презентация началась с исторических кадров, переходящих в современные. На презентации присутствовало многих известных людей, в том числе исполнитель роли Джеймса Бонда последних лет — Даниэл Крейг, приветствовавшего возвращение Aston Martin. Первым на сцену поднялся владелец команды Лоуренс Стролл. Себастьян Феттель и Лэнс Стролл стянули с AMR21 британский флаг.

## Технические характеристики Aston Martin AMR21
Шасси: Монокок из углеволокна и композитных материалов с защитными панелями из зилона.
Подвеска: Алюминиевые стойки с композитными поперечными рычагами из углеволокна, поперечной рулевой тягой и толкателем. Торсионные пружины, амортизаторы и стабилизатор поперечной устойчивости расположены внутри шасси.
Колесные диски: производитель — BBS, размерность передних — 13*13.7 дюйма, задних — 13*16.9 дюйма.
Сцепление: производитель — AP Racing.
Шины: Pirelli P Zero.
Тормозная система: Тормозные суппорты производства компании Brembo, система brake-by-wire собственной разработки с выполненными из углеволокна дисками и тормозными колодками.
Электроника: Сертифицированный FIA стандартный электронный блок управления двигателем, электропроводка собственной разработки.
Ширина: 2000 миллиметров. Длина: 5600 миллиметров.
Масса: 752 кг с гонщиком, но без топлива.
Развесовка: между 45,5 % и 46,5 %.
Силовая установка: Mercedes HPP. 6-цилиндровый V-образный турбомотор Mercedes-AMG F1 M12 E Performance с системой рекуперации энергии.
Коробка передач: Mercedes F1, 8-ступенчатая полуавтоматическая. 

## Результаты выступлений
| Легенда к таблице |                                                                    |
| --- | ------------------------------------------------------------------ |
| Расшифровка обозначений и цветов представлена в нижеследующей таблице. |                                                                    |
| \| Пример \| Описание \| \| ------------ \| ------------------------------------------------------------------ \| \| 1 \| Победитель \| \| 2 \| Второе место \| \| 3 \| Третье место \| \| 5 \| Финишировал, заработав очки \| \| Сход \| Не финишировал, но при этом заработал очки \| \| 12 \| Финишировал, не получив очков \| \| НКЛ \| Финишировал, но не попал в финальную классификацию \| \| 15 \| Участвовал вне зачёта, либо по отдельной классификации \| \| 18 \| Не финишировал, но попал в финальную классификацию \| \| Сход \| Не финишировал \| \| НКВ \| Не прошёл квалификацию \| \| НПКВ \| Не прошёл предквалификацию \| \| ДСК \| Дисквалифицирован \| \| ИСК \| Исключён из протокола соревнований \| \| ТТ \| Заявлен для участия только в тренировках \| \| НС \| Участвовал в квалификации, но не стартовал в гонке \| \| Т \| Травмирован или болен \| \| ОТК \| Отказ от участия \| \| НТР \| Прибыл на соревнования, но на трассу не выезжал \| \| НПР \| Был заявлен в числе участников, но не прибыл к началу соревнований \| \| О \| Соревнования отменены \| \| \| Не участвовал \| \| Поул-позиция \| \| \| Быстрый круг \| \| |                                                                    |
| Пример | Описание                                                           |
| 1 | Победитель                                                         |
| 2 | Второе место                                                       |
| 3 | Третье место                                                       |
| 5 | Финишировал, заработав очки                                        |
| Сход | Не финишировал, но при этом заработал очки                         |
| 12 | Финишировал, не получив очков                                      |
| НКЛ | Финишировал, но не попал в финальную классификацию                 |
| 15 | Участвовал вне зачёта, либо по отдельной классификации             |
| 18 | Не финишировал, но попал в финальную классификацию                 |
| Сход | Не финишировал                                                     |
| НКВ | Не прошёл квалификацию                                             |
| НПКВ | Не прошёл предквалификацию                                         |
| ДСК | Дисквалифицирован                                                  |
| ИСК | Исключён из протокола соревнований                                 |
| ТТ | Заявлен для участия только в тренировках                           |
| НС | Участвовал в квалификации, но не стартовал в гонке                 |
| Т | Травмирован или болен                                              |
| ОТК | Отказ от участия                                                   |
| НТР | Прибыл на соревнования, но на трассу не выезжал                    |
| НПР | Был заявлен в числе участников, но не прибыл к началу соревнований |
| О | Соревнования отменены                                              |
| | Не участвовал                                                      |
| Поул-позиция |                                                                    |
| Быстрый круг |                                                                    |

| Сезон | Шасси              | Двигатель                                 | Ш | Гонщики           | 1   | 2   | 3   | 4   | 5   | 6    | 7   | 8   | 9   | 10   | 11   | 12  | 13  | 14  | 15  | 16  | 17  | 18  | 19   | 20  | 21   | 22  | Место | Очки |
| ----- | ------------------ | ----------------------------------------- | - | ----------------- | --- | --- | --- | --- | --- | ---- | --- | --- | --- | ---- | ---- | --- | --- | --- | --- | --- | --- | --- | ---- | --- | ---- | --- | ----- | ---- |
| 2021  | Aston Martin AMR21 | Mercedes-AMG F1 M12 E Performance 1,6 V6T | P |                   | БАХ | ЭМИ | ПОР | ИСП | МОН | АЗЕ  | ФРА | ШТИ | АВТ | ВЕЛ  | ВЕН  | БЕЛ | НИД | ИТА | РОС | ТУР | США | МЕХ | САП  | КАТ | САУ  | АБУ | 7     | 77   |
| 2021  | Aston Martin AMR21 | Mercedes-AMG F1 M12 E Performance 1,6 V6T | P | Себастьян Феттель | 15  | 15  | 13  | 13  | 5   | 2    | 9   | 12  | 17  | Сход | ДСК  | 5   | 13  | 12  | 12  | 18  | 10  | 7   | 11   | 10  | Сход | 11  | 7     | 77   |
| 2021  | Aston Martin AMR21 | Mercedes-AMG F1 M12 E Performance 1,6 V6T | P | Лэнс Стролл       | 10  | 8   | 14  | 11  | 8   | Сход | 10  | 8   | 13  | 8    | Сход | 20  | 12  | 7   | 11  | 9   | 12  | 14  | Сход | 6   | 11   | 13  | 7     | 77   |

### Комментарии
1. ↑  В гонке пройдено менее 75% дистанции, поэтому начислена половина очков.